# Liz Saville Roberts

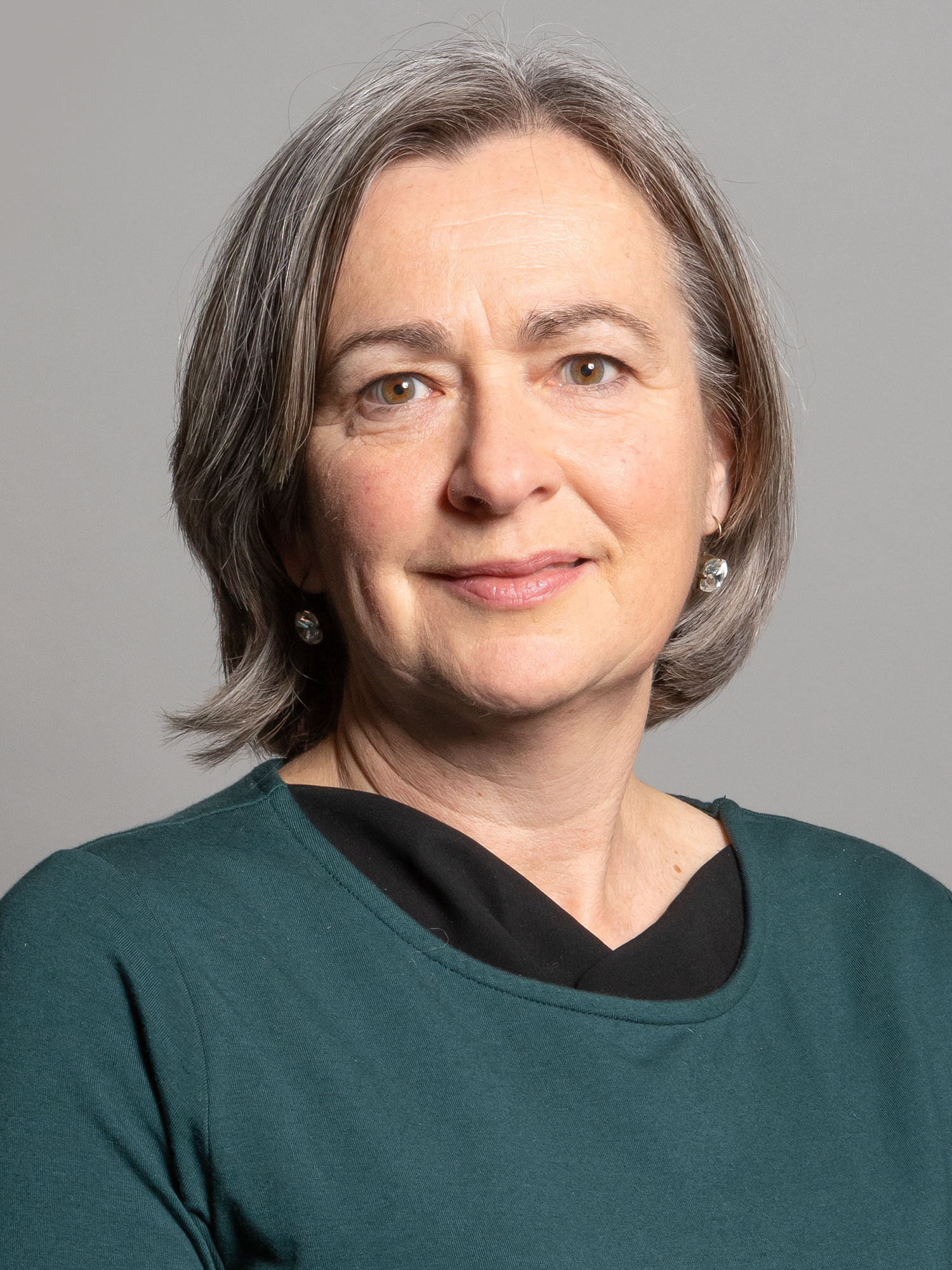
Liz Saville Roberts (2020)

Elizabeth Saville Roberts (geboren am 16. Dezember 1964 in London) ist eine britische Politikerin. Sie ist Mitglied von Plaid Cymru und seit 2015 für diese Partei Abgeordnete im Unterhaus des Vereinigten Königreiches. Seit März 2019 gehört Saville Roberts dem Privy Council an.

## Werdegang
Liz Saville wurde am 16. Dezember 1964 in London als Tochter von Nicholas und Nancy Saville geboren. Sie wuchs im Stadtteil Eltham (Royal Borough of Greenwich) auf, im Alter von 18 Jahren zog sie zum Sprachstudium in die walisische Stadt Aberystwyth. Später arbeitete sie als Reporterin in London und Nordwales und danach als Lehrerin für die walisische Sprache. Sie lebt seit 1993 mit ihrem Ehemann Dewi in der Ortschaft Morfa Nefyn an der Nordküste der Lleyn-Halbinsel, das Paar hat zwei Töchter. In ihrer Freizeit reitet sie gerne oder geht wandern.

## Politik
Saville Roberts war zwischen 2004 und 2015 für Morfa Nefyn Mitglied des Councils von Gwynedd. Bei der Parlamentswahl 2015 gelang ihr im Wahlkreis Dwyfor Meirionnydd der Einzug ins britische Unterhaus. Ihr Mandat konnte sie 2017 erfolgreich verteidigen, seither führt sie die Fraktion ihrer Partei an. Sie ist außerdem deren Sprecherin für Innenpolitik, Justiz, Frauen und Gleichberechtigung sowie Wirtschaft, Energie und industrielle Strategien. Im März 2019 wurde Saville Roberts in den Privy Council berufen. Im gleichen Monat votierte sie im Unterhaus zugunsten eines letztlich gescheiterten Antrages zur Abhaltung eines zweiten Referendums zum Austritt des Vereinigten Königreichs aus der Europäischen Union.